# Salix gordejevii
Salix gordejevii — вид квіткових рослин із родини вербових (Salicaceae).

## Морфологічна характеристика
Це кущ до 2 метрів заввишки; кора сірувато-біла. Гілочки жовті чи жовтуваті, голі, блискучі. Листкова ніжка 2–3 мм, гола; листкова пластинка лінійна чи лінійно-ланцетна, 20–80 × 3–6 мм, абаксіально (низ) злегка біла, адаксіально зеленувата, край залозисто-пилчастий, верхівка коротко загострена. Сережки 15–25 × 7–8 мм, сидячі. Чоловіча квітка: тичинок 2; пильовики жовті, довгасті. Коробочка коричнево-жовта, ≈ 4 мм, гола.

## Середовище проживання
Ляонін, Внутрішня Монголія. Населяє дюни.

## Використання
Вирощується для стабілізації дюн; використовується для плетіння виробів з лози.